# Судніцина
Судні́цина (рос. Судницына) — присілок у складі Ачитського міського округу Свердловської області.
Населення — 70 осіб (2010, 101 у 2002).
Національний склад станом на 2002 рік: росіяни — 82 %.